# Poyntonophrynus fernandae
Poyntonophrynus fernandae — вид жаб родини ропухових (Bufonidae). Описаний у 2023 році.

## Назва
Видовий епітет fernandae є даниною пам'яті Фернанді Лагес, дослідниці та професору генетики з Лубанго. Її безперервні інвестиції в розбудову потенціалу протягом останніх десятиліть та відданість різноманітним дослідницьким проектам і міжнародній співпраці дали можливості та змінили професійні шляхи кількох молодих ангольських біологів, а отже, і дослідження біології в країні.

## Поширення
Ендемік Анголи. Виявлений у лісі Конгуло у провінції Південна Кванза.